# Avenida Independencia (Tucumán)
La Avenida Independencia es una avenida de San Miguel de Tucumán, Tucumán, Argentina. Se extiende desde la calle Marina Alfaro hasta la ruta provincial 301, en el límite con El Manantial. Es una calle de un solo sentido desde Marina Alfaro hasta avenida Jujuy.

## Historia
La avenida fue trazada durante la expansión de la capital hacia el sur durante mediados del siglo XX. En este periodo se asentaron diversos barrios como Villa Alem, barrio Municipal, barrio Independencia, entre otros. Por ello, la avenida adquirió perfil residencial y comercial. En 2013 la avenida fue ampliada hacia el oeste. En 2016 se repavimentó la arteria vehicular entre avenida Alem y Próspero Mena. En 2018 se creó un boulevard en la platabanda de la avenida, entre pasaje Cabildo y calle Gerónimo Helguera. El paseo posee caminería y mobiliario urbano, iluminación led y arbolado. En 2020 se construyeron desagües en su intersección con calle Bernabé Aráoz.

## Sitios de Interés
A lo largo de esta avenida se desarrollan varios lugares de interés y emblemáticos:
- Centro Ing. Roberto Herrera "Quinta Agronómica"
- Capilla de Santa Ana y San Joaquín
- Parroquia San Cayetano
- Escuela Media Presidente Perón
- Escuela Mutual Policial
- Planta Pepsi